# Бенгтссон, Отто
Отто Бернхард Бенгтссон (швед. Otto Bernhard Bengtsson; 20 августа 1921, Фьялькестад — 4 июня 1998, Книслинге, Сконе) — шведский легкоатлет, выступавший в метании копья. Участник летних Олимпийских игр 1952 года.

## Биография
Отто Бенгтссон родился 20 августа 1921 года в шведском посёлке Фьялькестад.
Выступал в легкоатлетических соревнованиях за «Книслинге». Трижды выигрывал медали чемпионата Швеции: золотую в 1953 году, серебряную в 1954 году, бронзовую в 1955 году.
В 1952 году вошёл в состав сборной Швеции на летних Олимпийских играх в Хельсинки. В метании копья занял 11-е место, показав результат 65,50 метра и уступив 8,28 метра завоевавшему золото Сайрусу Янгу из США.
Умер 4 июня 1998 года в шведском городе Книслинге.

## Личный рекорд
- Метание копья — 75,55 (1954)[2]